# Bojongkapol
Bojongkapol is een bestuurslaag in het regentschap Tasikmalaya van de provincie West-Java, Indonesië. Bojongkapol telt 4477 inwoners (volkstelling 2010).